# التهاب قرنیه
التهاب قرنیه یا کراتیت (به انگلیسی: Keratitis) به التهاب لایهٔ سطحی چشم،قرنیه، گویند. این حالت معمولاً همراه با درد و اختلال در دید است.
تشخیص زودهنگام این بیماری بسیار مهم است، این بیماری گاهی با التهاب ملتحمه اشتباه گرفته می‌شود.

## انواع
- نوع سطحی که فقط لایه‌های سطحی قرنیه را درگیر می‌کند و پس از درمان معمولاً جوشگاهی باقی نمی‌گذارد.
- نوع عمقی که لایه‌های عمقی قرنیه نیز درگیر می‌شوند و پس از درمان احتمال باقی ماندن جوشگاه زیاد است. اگر این جوشگاه در محور دید قرار گیرد ممکن است در بینایی فرد اختلال ایجاد کند. استفاده از قطره‌های چشمی حاوی کورتیکواستروئیدها برای کاهش این اثرات مفید است.

## علل ایجاد
کراتیت ممکن است به دنبال عفونت‌های ویروسی یا میکروبی، ایسکمی، حساسیت، کمبود ویتامین آ، کاهش حس قرنیه، فقر غذایی، اشکال در جریان اشک، ضربه و قرار گرفتن قرنیه در معرض هوا و عوامل محرک، ناتوانی پلک‌ها در پوشاندن قرنیه و برون‌چشمی به‌وجود آید.

## درمان
درمان موارد عفونی کراتیت، به عامل ایجاد عفونت بستگی دارد. در کراتیت باکتریایی، آنتی بیوتیک‌های متعددی را می‌توان به صورت موضعی یا وریدی تجویز کرد. دیگر عوامل ضدمیکروبی می‌تواند برای عفونت‌های قارچی، ویروسی، انگلی و... استفاده می‌شود.
قطره‌های کورتیکواستروئیدی موضعی ممکن است در برخی از موارد کراتیت کمک کند. استفاده از آن‌ها در موارد عفونی بحث‌برانگیز است، زیرا کورتیکواستروئیدها می‌توانند پاسخ ایمنی بدن به عفونت را کاهش دهند.
برای بهبود دید در موارد شدید کراتیت که منجر به اختلال قابل توجهی در بینایی شده‌است، ممکن است پیوند قرنیه، لازم باشد.